# Michel Carrega
Michel Carrega (Parigi, 25 settembre 1934 – Santa Maria di Lota, 26 settembre 2024) è stato un tiratore a volo francese.

## Biografia
Specialista nella fossa olimpica, fu per quattro volte campione del mondo nella gara individuale (1970, 1971, 1974 e 1979), mentre nella gara a squadre collezionò un primo, due secondi e due terzi posti.
Partecipò a quattro edizioni dei Giochi olimpici conquistando un'unica medaglia d'argento a Monaco di Baviera 1972.
Nel 1998 fu inserito nella Gloire du sport, la Hall of fame dello sport francese.

## Palmarès
| Anno | Manifestazione      | Sede              | Evento            | Risultato | Prestazione | Note  |
| ---- | ------------------- | ----------------- | ----------------- | --------- | ----------- | ----- |
| 1968 | Giochi olimpici     | Città del Messico | Fossa olimpica    | 12º       |             | [ 2 ] |
| 1970 | Campionati mondiali | Phoenix           | Fossa individuale | Oro       |             |       |
| 1970 | Campionati mondiali | Phoenix           | Fossa a squadre   | Argento   |             |       |
| 1971 | Campionati mondiali | Bologna           | Fossa individuale | Oro       |             |       |
| 1971 | Campionati mondiali | Bologna           | Fossa a squadre   | Bronzo    |             |       |
| 1972 | Giochi olimpici     | Monaco            | Fossa olimpica    | Argento   |             | [ 3 ] |
| 1974 | Campionati mondiali | Berna             | Fossa individuale | Oro       |             |       |
| 1974 | Campionati mondiali | Berna             | Fossa a squadre   | Oro       |             |       |
| 1976 | Giochi olimpici     | Montréal          | Fossa olimpica    | 31º       |             | [ 4 ] |
| 1979 | Campionati mondiali | Montecatini Terme | Fossa individuale | Oro       |             |       |
| 1979 | Campionati mondiali | Montecatini Terme | Fossa a squadre   | Bronzo    |             |       |
| 1982 | Campionati mondiali | Caracas           | Fossa a squadre   | Argento   |             |       |
| 1984 | Giochi olimpici     | Los Angeles       | Fossa olimpica    | 5º        |             | [ 5 ] |